# Мельядо Тривиньо, Хуан
Хуан Мельядо Тривиньо (исп. Juan Mellado Triviño, кат. Joan Mellado Triviño, род. 9 октября 1968) — испанский и андоррский шахматист, международный мастер (1993).
Чемпион Андорры 2008 г. Победитель молодежного чемпионата Каталонии 1988 г. Вице-чемпион Каталонии по быстрым шахматам 1996 г. Неоднократный участник чемпионатов Испании.
Наивысшие достижения в международных турнирах: Мольерусса (опен-турнир, 1991 г.) — 1-е место, Мольерусса (опен-турнир, 1992 г.) — 1-е место, Барселона (1992 г.) — 1-е место, Вальфогона-де-Балагер (опен-турнир по быстрым шахматам, 1995 г.) — 1-е место, Сарагоса (опен-турнир, 1995 г.) — 2—3 места, Малага (опен-турнир, 1999 г.) — 2-е место, Монкада (опен-турнир) — 2—4 места, Манча-Реаль (опен-турнир, 1999 г.) — 1—3 места, Памплона (опен-турнир, 2000 г.) — 1—5 места, Баньолес (опен-турнир, 2002 г.) — 2—3 места, Бинисалем (опен-турнир, 2004 г.) — 2—3 места, Сан-Лоренсо (опен-турнир, 2004 г.) — 2—3 места, Бенавенте-де-Лерида (опен-турнир, 2006 г.) — 1-е место, Ла-Побла-де-Лильет (опен-турнир, 2014 г.) — 2-е место, Олот (опен-турнир, 2015 г.) — 3-е место.